# Geokichla
Geokichla – rodzaj ptaków z podrodziny drozdów (Turdinae) w obrębie z rodziny drozdowatych (Turdidae).

## Rozmieszczenie geograficzne
Rodzaj obejmuje gatunki występujące w Azji i Afryce.

## Morfologia
Długość ciała 16–23 cm, masa ciała 41–83 g.

## Systematyka
Rodzaj zdefiniował w 1835 roku niemiecki przyrodnik Salomon Müller w artykule poświęconym uwagom o stanie naturalnym części zachodniego wybrzeża i wnętrza Sumatry, wraz z opisem kilku obserwacji i różnych zwierząt występujących na tej i innych Wyspach Sundajskich, opublikowanym w czasopiśmie Tijdschrift voor natuurlijke geschiedenis en physiologie. Gatunkiem typowym jest (oryginalne oznaczenie) drozdaczek ognistogłowy (G. citrina).

### Etymologia
Geokichla: gr. γεω- geō- ‘ziemny’, γη gē ‘ziemia’; κιχλη kikhlē ‘drozd’.

### Podział systematyczny
Takson wyodrębniony ostatnio z Zoothera. Do rodzaju należą następujące gatunki:

- Geokichla sibirica (Pallas, 1776) – drozdaczek ciemny
- Geokichla wardii (Blyth, 1843) – drozdaczek srokaty
- Geokichla guttata (Vigors, 1831) – drozdaczek plamisty
- Geokichla spiloptera (Blyth, 1847) – drozdaczek plamoskrzydły
- Geokichla citrina (Latham, 1790) – drozdaczek ognistogłowy
- Geokichla cinerea (Bourns & Worcester, 1894) – drozdaczek pasiasty
- Geokichla erythronota P.L. Sclater, 1859 – drozdaczek zmienny
- Geokichla schistacea (A.B. Meyer, 1884) – drozdaczek białouchy
- Geokichla peronii (Vieillot, 1818) – drozdaczek białogardły
- Geokichla dohertyi (E. Hartert, 1896) – drozdaczek czarnoszyi
- Geokichla interpres (Temminck, 1828) – drozdaczek kasztanowołbisty
- Geokichla leucolaema (Salvadori, 1892) – drozdaczek atolowy
- Geokichla dumasi (Rothschild, 1899) – drozdaczek brunatny
- Geokichla joiceyi (Rothschild & E. Hartert, 1921) – drozdaczek czarnopierśny
- Geokichla gurneyi (Hartlaub, 1864) – drozdaczek pomarańczowogardły
- Geokichla oberlaenderi (Sassi, 1914) – drozdaczek brązowogrzbiety
- Geokichla crossleyi (Sharpe, 1871) – drozdaczek ciemnolicy
- Geokichla piaggiae (Bouvier, 1877) – drozdaczek okularowy
- Geokichla camaronensis (Sharpe, 1905) – drozdaczek czarnouchy
- Geokichla princei (Sharpe, 1874) – drozdaczek szary